# Kněžský kodex
Kněžský kodex či Kněžský spis je v teorii pramenů podle Julia Wellhausena jedním z pramenů zejména pro části zahrnující rituální předpisy. V biblistice se pro ni ustálila šifra P podle německého slova Priesterschrift, kněžský spis či kněžský kodex. Předpokládaný autor působil po babylonském exilu, někdy na přelomu 6. a 5. stol. př. n. l. a jeho dílo je silně poznačeno poexilním legalismem.
Podle této teorie autor napsal část Tóry od 25. kapitoly Exodu, Leviticus a Numeri. Předpokládaným autorem mohl být Ezechiel.